# 赵海渔
赵海渔（1939年5月—），男，汉族，甘肃泾川人，中华人民共和国政治人物，曾任中共重庆市委常委、市纪委书记，重庆市人大常委会副主任。